# Matti Simola
Matti Heikki Veikko Simola (Helsinki, 16 aprile 1926 – 30 dicembre 1975) è stato un cestista e allenatore di pallacanestro finlandese.

## Carriera
Da cestista ha militato nell'HOK-Veikot, vincendo 4 volte il campionato finlandese (1944, 1945, 1948, 1949).
È stato l'allenatore della Finlandia ai Giochi olimpici 1952.

## Palmarès

### Giocatore
- Campionato finlandese: 4

Pantterit: 1944, 1945, 1948, 1949